# Liste der Geotope im Landkreis Breisgau-Hochschwarzwald
Diese sortierbare Liste der Geotope im Landkreis Breisgau-Hochschwarzwald enthält die Geotope des baden-württembergischen Landkreises Breisgau-Hochschwarzwald, die amtlichen Bezeichnungen für Namen und Nummern sowie deren geographische Lage. Die Geotope sind im Geotop-Kataster Baden-Württemberg dokumentiert und umfassen Aufschlüsse von Gesteinen, Böden, Mineralien und Fossilien sowie besondere Landschaftsteile.

## Liste
Im Landkreis sind 191 Geotope (Stand 30. November 2022) vom Landesamt für Geologie, Rohstoffe und Bergbau (LGRB) ausgewiesen:
| Steckbrief Nr. (PDF) | Name                                                                                     | Geotoptyp          | Gemeinde/Stadt, Gemarkung                        | Koordinaten                     | Bild | Bemerkungen |
| -------------------- | ---------------------------------------------------------------------------------------- | ------------------ | ------------------------------------------------ | ------------------------------- | ---- | --- |
| 474                  | Weganschnitte am Südhang des Kastelbergs                                                 | Aufschluss         | Ballrechten-Dottingen Gemarkung Dottingen        | 47° 50′ 57,6″ N, 7° 42′ 15,3″ O |      | Geologische Einheit: Mitteljura Oberer Muschelkalk Status: mit geschützt (NSG Kastelberg)                           |
| 475                  | Geißenfelsen, Bollschweil                                                                | Felsformation      | Bollschweil Gemarkung St. Ulrich                 | 47° 54′ 46,8″ N, 7° 51′ 21,5″ O |      | Geologische Einheit: Paragneis Status: geschützt (Naturdenkmal Geisenfelsen)                                        |
| 476                  | Priorsfelsen, Bollschweil                                                                | Felsformation      | Bollschweil Gemarkung St. Ulrich                 | 47° 54′ 13,4″ N, 7° 51′ 8,8″ O  |      | Geologische Einheit: Gneis Status: geschützt (Naturdenkmal Priorsfelsen)                                            |
| 477                  | Straßenanschnitt N der Berghauser Kapelle, Ebringen                                      | Aufschluss         | Ebringen                                         | 47° 57′ 1,9″ N, 7° 47′ 18,5″ O  |      | Geologische Einheit: Schlottuff Status: mit geschützt (NSG Berghauser Matten)                                       |
| 478                  | Aufgelassene Tongrube im Gewann Englematt, Ebringen                                      | Aufschluss         | Ebringen                                         | 47° 56′ 43″ N, 7° 48′ 3,3″ O    |      | Geologische Einheit: Jurensismergel-Formation Status: mit geschützt (NSG Berghauser Matten)                         |
| 479                  | Felsen und eiszeitliche Höhlen am Osthang des Ölbergs, Ehrenkirchen-Ehrenstetten         | Felsformation      | Ehrenkirchen Gemarkung Ehrenstetten              | 47° 55′ 11,1″ N, 7° 46′ 7,9″ O  |      | Geologische Einheit: ? Status: mit geschützt (NSG Ölberg Ehrenstetten)                                              |
| 480                  | Zastlerloch N des Feldberggipfels                                                        | Kar                | Feldberg (Schwarzwald)                           | 47° 52′ 42,1″ N, 8° 0′ 25,7″ O  |      | Geologische Einheit: ? Status: mit geschützt (NSG Feldberg)                                                         |
| 481                  | Felsen an der B 317 Titisee-Todtnau ca. 1500 m E des Feldbergpasses                      | Felsformation      | Feldberg (Schwarzwald)                           | 47° 51′ 44,1″ N, 8° 3′ 38,8″ O  |      | Geologische Einheit: Granit Status: mit geschützt (NSG Feldberg)                                                    |
| 482                  | Wächtenrand am Osterrain, Feldberg                                                       | Landschaftselement | Feldberg (Schwarzwald)                           | 47° 52′ 22,4″ N, 8° 0′ 35,2″ O  |      | Geologische Einheit: ? Status: mit geschützt (NSG Feldberg)                                                         |
| 483                  | Feldsee-Kar mit Moränen, Feldberg                                                        | Kar                | Feldberg (Schwarzwald)                           | 47° 52′ 13″ N, 8° 1′ 56,2″ O    |      | Geologische Einheit: ? Status: mit geschützt (NSG Feldberg)                                                         |
| 484                  | Hinterzartener Moor                                                                      | Moor               | Hinterzarten                                     | 47° 54′ 24,3″ N, 8° 6′ 58,1″ O  |      | Geologische Einheit: ? Status: mit geschützt (NSG Hinterzartener Moor)                                              |
| 485                  | Ursee im Urseetal ca. 2200 m W von Lenzkirch                                             | Landschaftselement | Lenzkirch                                        | 47° 51′ 55,3″ N, 8° 10′ 17,9″ O |      | Geologische Einheit: ? Status: mit geschützt (NSG Hinterzartener Moor)Status: geschützt (Naturdenkmal Ursee)        |
| 486                  | Felswand am Prallhang der Wutach (Wutachschlucht), Löffingen                             | Felsformation      | Löffingen Gemarkung Bachheim                     | 47° 50′ 52,4″ N, 8° 24′ 9,2″ O  |      | Geologische Einheit: Oberer Muschelkalk Status: mit geschützt (NSG Wutachschlucht)                                  |
| 487                  | Gauchachschlucht                                                                         | Landschaftselement | Löffingen Gemarkung Bachheim                     | 47° 51′ 49,8″ N, 8° 26′ 20,3″ O |      | Geologische Einheit: Oberer Muschelkalk Status: mit geschützt (NSG Wutachschlucht)                                  |
| 488                  | Wutachprallhang S von Pkt. 670.1                                                         | Felsformation      | Löffingen Gemarkung Bachheim                     | 47° 50′ 52,1″ N, 8° 24′ 11,1″ O |      | Geologische Einheit: Oberer Muschelkalk Status: mit geschützt (NSG Wutachschlucht)                                  |
| 489                  | Weganschnitt beim E-Werk Stallegg (Wutachschlucht), Löffingen                            | Aufschluss         | Löffingen Gemarkung Göschweiler                  | 47° 51′ 31,8″ N, 8° 17′ 3,4″ O  |      | Geologische Einheit: Deckgebirge Grundgebirge Status: mit geschützt (NSG Wutachschlucht)                            |
| 490                  | Felsen "Räuberschlössle" (Wutachschlucht), Löffingen                                     | Felsformatione     | Löffingen Gemarkung Göschweiler                  | 47° 50′ 49″ N, 8° 17′ 45,8″ O   |      | Geologische Einheit: Quarzporphyr Status: mit geschützt (NSG Wutachschlucht)                                        |
| 491                  | Wasserriss S vom Eichwäldle (Wutachschlucht), Löffingen                                  | Landschaftselement | Löffingen Gemarkung Göschweiler                  | 47° 50′ 50,7″ N, 8° 18′ 9,4″ O  |      | Geologische Einheit: Grenzbereich Buntsandstein Gneis Status: mit geschützt (NSG Wutachschlucht)                    |
| 492                  | Strassenaufschluss E der Schattenmühle, Löffingen                                        | Aufschluss         | Löffingen Gemarkung Göschweiler                  | 47° 50′ 34,3″ N, 8° 19′ 20,3″ O |      | Geologische Einheit: Grenze Mittlerer Buntsandstein Oberer Buntsandstein Status: mit geschützt (NSG Wutachschlucht) |
| 493                  | Kalktuff-Terrasse an der Schelmenhalde, Löffingen                                        | Landschaftselement | Löffingen Gemarkung Göschweiler                  | 47° 50′ 39,5″ N, 8° 19′ 25,1″ O |      | Geologische Einheit: Kalktuff Status: mit geschützt (NSG Wutachschlucht)                                            |
| 494                  | Felsböschung Schelmenhalde (Wutachschlucht), Löffingen                                   | Aufschluss         | Löffingen Gemarkung Göschweiler                  | 47° 50′ 37″ N, 8° 19′ 37,6″ O   |      | Geologische Einheit: Mittlerer Buntsandstein Oberer Buntsandstein Status: mit geschützt (NSG Wutachschlucht)        |
| 495                  | Prallhang der Wutach an der Schelmenhalde                                                | Felsformation      | Löffingen Gemarkung Reiselfingen                 | 47° 50′ 44,9″ N, 8° 19′ 50″ O   |      | Geologische Einheit: Unterer Muschelkalk Status: mit geschützt (NSG Wutachschlucht)                                 |
| 496                  | Aufg. Steinbruch an der Schelmenhalde, Löffingen                                         | Aufschluss         | Löffingen Gemarkung Reiselfingen                 | 47° 50′ 49,5″ N, 8° 20′ 1″ O    |      | Geologische Einheit: Oberer Muschelkalk Status: mit geschützt (NSG Wutachschlucht)                                  |
| 497                  | Aufg. Gipsbruch an der Alten Dietfurther Brücke (Wutachschlucht), Löffingen              | Aufschluss         | Löffingen Gemarkung Reiselfingen                 | 47° 50′ 39,2″ N, 8° 20′ 25,2″ O |      | Geologische Einheit: Mittlerer Muschelkalk Status: mit geschützt (NSG Wutachschlucht)                               |
| 498                  | Weganschnitt an der Alten Dietfurther Brücke (Wutachschlucht), Löffingen                 | Aufschluss         | Löffingen Gemarkung Reiselfingen                 | 47° 50′ 37,6″ N, 8° 20′ 26,6″ O |      | Geologische Einheit: Unterer Muschelkalk Status: mit geschützt (NSG Wutachschlucht)                                 |
| 499                  | Sinterkalkbildungen unterh. einer Quelle ca. 150 m W der neuen Dietfurter Brücke         | Landschaftselement | Löffingen Gemarkung Reiselfingen                 | 47° 50′ 40,6″ N, 8° 20′ 42,5″ O |      | Geologische Einheit: Kalktuff Status: mit geschützt (NSG Wutachschlucht)                                            |
| 500                  | Schlucht "Gaisloch" (Wutachschlucht), Löffingen                                          | Klamm              | Löffingen Gemarkung Reiselfingen                 | 47° 50′ 43,2″ N, 8° 20′ 46,8″ O |      | Geologische Einheit: Oberer Muschelkalk Status: mit geschützt (NSG Wutachschlucht)                                  |
| 501                  | Wegböschung ca. 600 m E der neuen Dietfurter Brücke                                      | Aufschluss         | Löffingen Gemarkung Reiselfingen                 | 47° 50′ 37,9″ N, 8° 21′ 14,7″ O |      | Geologische Einheit: Oberer Muschelkalk Status: mit geschützt (NSG Wutachschlucht)                                  |
| 502                  | Münzloch ca. 1300 m E der ehem. Anlage Bad Boll                                          | Höhle              | Löffingen Gemarkung Reiselfingen                 | 47° 50′ 32,5″ N, 8° 22′ 36,1″ O |      | Geologische Einheit: Oberer Muschelkalk Status: mit geschützt (NSG Wutachschlucht)                                  |
| 503                  | Preyerwaldfelsen, Münstertal/Schwarzwald                                                 | Felsformation      | Münstertal/Schwarzwald Gemarkung Obermünstertal  | 47° 52′ 22,8″ N, 7° 51′ 31,4″ O |      | Geologische Einheit: Diatexit Status: geschützt (Naturdenkmal Preyerwaldfelsen)                                     |
| 504                  | Scharfenstein, Münstertal/Schwarzwald-Obermünstertal                                     | Felsformation      | Münstertal/Schwarzwald Gemarkung Obermünstertal  | 47° 52′ 0″ N, 7° 51′ 15,1″ O    |      | Geologische Einheit: Porphyr Status: geschützt (Naturdenkmal Preyerwaldfelsen)                                      |
| 505                  | Felsgruppe Maienstein, Oberried                                                          | Felsformation      | Oberried (Breisgau)                              | 47° 55′ 18,6″ N, 7° 55′ 57,3″ O |      | Geologische Einheit: Granit Status: geschützt (Naturdenkmal Felspartie Maienstein)                                  |
| 506                  | Aufg. Steinbruch Hohe Brücke, Oberried                                                   | Aufschluss         | Oberried (Breisgau) Gemarkung St. Wilhelm        | 47° 54′ 12,2″ N, 7° 55′ 52,4″ O |      | Geologische Einheit: Granitporphyr Status: mit geschützt (NSG Feldberg)                                             |
| 507                  | Strassenanschnitt W der Hohen Brücke, Oberried                                           | Aufschluss         | Oberried (Breisgau) Gemarkung St. Wilhelm        | 47° 54′ 13,5″ N, 7° 55′ 48,5″ O |      | Geologische Einheit: Metatexit Status: mit geschützt (NSG Feldberg)                                                 |
| 508                  | Felsen und Blockhalden im NSG Faulbach, Oberried                                         | Felsformation      | Oberried (Breisgau) Gemarkung St. Wilhelm        | 47° 54′ 13,3″ N, 7° 56′ 5,4″ O  |      | Geologische Einheit: Gneis Status: mit geschützt (NSG Bannwald Faulbach)                                            |
| 509                  | Katzensteig-Kar, Todtnau                                                                 | Kar                | Oberried (Breisgau) Gemarkung St. Wilhelm        | 47° 52′ 55,1″ N, 7° 56′ 58″ O   |      | Geologische Einheit: Gneis Status: mit geschützt (NSG Feldberg)                                                     |
| 510                  | Eisloch im St. Wilhelmer Tal, Oberried                                                   | Landschaftselement | Oberried (Breisgau) Gemarkung St. Wilhelm        | 47° 53′ 8,8″ N, 7° 57′ 43″ O    |      | Geologische Einheit: ? Status: mit geschützt (NSG Feldberg)                                                         |
| 511                  | Stufenkar Wittenbach, Oberried                                                           | Kar                | Oberried (Breisgau) Gemarkung St. Wilhelm        | 47° 52′ 36,1″ N, 7° 57′ 46,5″ O |      | Geologische Einheit: Diatexit Status: mit geschützt (NSG Feldberg)                                                  |
| 512                  | Rundhöcker an der Zastler Hütte, Oberried                                                | Felsformation      | Oberried (Breisgau) Gemarkung Zastler            | 47° 52′ 37,6″ N, 8° 0′ 29,6″ O  |      | Geologische Einheit: ? Status: mit geschützt (NSG Feldberg)                                                         |
| 513                  | Aufgelassener Steinbruch E von Leutersberg, Schallstadt                                  | Aufschluss         | Schallstadt Gemarkung Wolfenweiler               | 47° 58′ 0,1″ N, 7° 47′ 10,4″ O  |      | Geologische Einheit: Konglogerate des Oligozäns Status: mit geschützt (NSG Vogelsang)                               |
| 514                  | Barytgang am Stollenmundloch beim Schneiderhöhnfelsen                                    | Stollen (Bergbau)  | Staufen im Breisgau Gemarkung Grunern            | 47° 51′ 41,9″ N, 7° 45′ 6″ O    |      | Geologische Einheit: Baryt Status: geschützt (Naturdenkmal Schneiderhöhnfelsen)                                     |
| 515                  | Schneiderhöhnfelsen                                                                      | Felsformation      | Staufen im Breisgau Gemarkung Grunern            | 47° 51′ 35,8″ N, 7° 45′ 11,4″ O |      | Geologische Einheit: Granitporphyr Status: geschützt (Naturdenkmal Schneiderhöhnfelsen)                             |
| 516                  | Toteisloch Titisee, Titisee-Neustadt                                                     | Landschaftselement | Titisee-Neustadt                                 | 47° 54′ 7,6″ N, 8° 9′ 25,3″ O   |      | Geologische Einheit: ? Status: geschützt (Naturdenkmal Toteisloch)                                                  |
| 517                  | Lößhohlgasse Eichberg, Vogtsburg im Kaiserstuhl-Bickensohl                               | Hohlweg            | Vogtsburg im Kaiserstuhl Gemarkung Bickensohl    | 48° 4′ 39″ N, 7° 38′ 23,1″ O    |      | Geologische Einheit: Löss Status: geschützt (Naturdenkmal Eichgasse)                                                |
| 518                  | Fuß des Burgbergs zwischen Burkheim und Sponeck                                          | Landschaftselement | Vogtsburg im Kaiserstuhl Gemarkung Burkheim      | 48° 6′ 4,3″ N, 7° 35′ 27,8″ O   |      | Geologische Einheit: Tuffbrekzie Status: mit geschützt (NSG Rheinhalde Burkheim)                                    |
| 519                  | Aufg. Steinbruch im Badloch mit Thermalquelle, Vogtsburg im Kaiserstuhl                  | Aufschluss         | Vogtsburg im Kaiserstuhl Gemarkung Burkheim      | 48° 5′ 33,8″ N, 7° 40′ 23,9″ O  |      | Geologische Einheit: Karbonatit Status: mit geschützt (NSG Badberg)                                                 |
| 520                  | Felsböschung am Eingang des aufgelass. Steinbruchs von Niederrotweil                     | Aufschluss         | Vogtsburg im Kaiserstuhl Gemarkung Oberrotweil   | 48° 5′ 0,4″ N, 7° 36′ 42″ O     |      | Geologische Einheit: Tephrit Status: mit geschützt (NSG Steinbruch Niederrotweil)                                   |
| 521                  | Aufg. Steinbruch am Büchsenberg, Vogtsburg im Kaiserstuhl                                | Aufschluss         | Vogtsburg im Kaiserstuhl Gemarkung Oberrotweil   | 48° 4′ 17,2″ N, 7° 36′ 26,7″ O  |      | Geologische Einheit: Tephrit Status: mit geschützt (NSG Büchsenberg)                                                |
| 522                  | Aufg. Steinbruch V auf dem Gipfel des Ohrbergs bei Schelingen                            | Aufschluss         | Vogtsburg im Kaiserstuhl Gemarkung Schelingen    | 48° 6′ 17,3″ N, 7° 41′ 32,9″ O  |      | Geologische Einheit: Karbonatit Status: mit geschützt (NSG Ohrberg)                                                 |
| 523                  | Aufg. Steinbruch I am SW-Hang des Ohrbergs bei Schelingen                                | Aufschluss         | Vogtsburg im Kaiserstuhl Gemarkung Schelingen    | 48° 6′ 14,9″ N, 7° 41′ 21,8″ O  |      | Geologische Einheit: Karbonatit Status: mit geschützt (NSG Ohrberg)                                                 |
| 524                  | Aufg. Steinbruch II am SW-Hang des Ohrbergs bei Schelingen                               | Aufschluss         | Vogtsburg im Kaiserstuhl Gemarkung Schelingen    | 48° 6′ 13,3″ N, 7° 41′ 24,8″ O  |      | Geologische Einheit: Karbonatit Status: mit geschützt (NSG Ohrberg)                                                 |
| 525                  | Aufg. Steinbruch IV am SE-Hang des Ohrbergs bei Schelingen                               | Aufschluss         | Vogtsburg im Kaiserstuhl Gemarkung Schelingen    | 48° 6′ 15,1″ N, 7° 41′ 32,9″ O  |      | Geologische Einheit: Karbonatit Status: mit geschützt (NSG Ohrberg)                                                 |
| 526                  | Haselschacher Buck NE von Altvogtsburg                                                   | Landschaftselement | Vogtsburg im Kaiserstuhl Gemarkung Schelingen    | 48° 5′ 46,2″ N, 7° 41′ 32,7″ O  |      | Geologische Einheit: Karbonatit Status: mit geschützt (NSG Haselschacher Buck)                                      |
| 527                  | Aufg. Steinbruch III am Ohrberg (oberh. von Schelingen), Vogtsburg im Kaiserstuhl        | Aufschluss         | Vogtsburg im Kaiserstuhl Gemarkung Schelingen    | 48° 6′ 14″ N, 7° 41′ 28,1″ O    |      | Geologische Einheit: Karbonatit Status: mit geschützt (NSG Ohrberg)                                                 |
| 528                  | Windgfällweiher zwischen Altglashütten und Schluchsee                                    | Landschaftselement | Lenzkirch Gemarkung Raitenbuch                   | 47° 51′ 7,1″ N, 8° 7′ 35,2″ O   |      | Geologische Einheit: ? Status: geschützt (Naturdenkmal Windgfällweiher)                                             |
| 529                  | Felsen am Stampfbachweg                                                                  | Aufschluss         | Münstertal/Schwarzwald Gemarkung Obermünstertal  | 47° 51′ 24,4″ N, 7° 51′ 13,4″ O |      | Geologische Einheit: Silikat Status: geschützt (Naturdenkmal Felsen am Stampfbachweg)                               |
| 530                  | Stampfbachwasserfall                                                                     | Wasserfall         | Münstertal/Schwarzwald Gemarkung Obermünstertal  | 47° 51′ 34″ N, 7° 51′ 6″ O      |      | Geologische Einheit: ? Status: geschützt (Naturdenkmal Stampfbach-Wasserfall)                                       |
| 531                  | Schlatter Quelle, Bad Krozingen                                                          | Aufschluss         | Bad Krozingen Gemarkung Schlatt                  | 47° 55′ 24″ N, 7° 40′ 41,5″ O   |      | Geologische Einheit: Hauptrogenstein-Formation                                                                      |
| 532                  | Aufschluss an der Schwärze in der Randverwerfung des Oberrheingrabens, Badenweiler       | Aufschluss         | Badenweiler                                      | 47° 48′ 41,3″ N, 7° 40′ 47,4″ O |      | Geologische Einheit: ?                                                                                              |
| 533                  | Quarzriff Sophienruhe S von Badenweiler                                                  | Aufschluss         | Badenweiler                                      | 47° 47′ 51,8″ N, 7° 40′ 27″ O   |      | Geologische Einheit: Quarz                                                                                          |
| 534                  | Felsböschung an der Straße Schopfheim-Tegernau ca. 1000 m N vom Blauengipfel             | Aufschluss         | Badenweiler                                      | 47° 47′ 15,1″ N, 7° 42′ 6,4″ O  |      | Geologische Einheit: Gneis                                                                                          |
| 535                  | Aufg. Steinbrüche am Fohrenberg, Ballrechten-Dottingen                                   | Aufschluss         | Ballrechten-Dottingen Gemarkung Ballrechten      | 47° 51′ 39″ N, 7° 42′ 43,1″ O   |      | Geologische Einheit: Hauptrogenstein-Formation                                                                      |
| 536                  | Aufschlüsse am Wurmbach bei Ballrechten, Ballrechten-Dottingen                           | Aufschluss         | Ballrechten-Dottingen Gemarkung Ballrechten      | 47° 51′ 23,5″ N, 7° 42′ 39,2″ O |      | Geologische Einheit: Oberster Keuper und unterster Unterjura                                                        |
| 537                  | Steinbruch Bollschweil der Fa. Marmorit, Bollschweil                                     | Aufschluss         | Bollschweil                                      | 47° 55′ 43,7″ N, 7° 46′ 29,7″ O |      | Geologische Einheit: Hauptrogenstein-Formation                                                                      |
| 538                  | Steinbruch der Firma Hauri in Bötzingen                                                  | Aufschluss         | Bötzingen                                        | 48° 4′ 41,7″ N, 7° 42′ 21,2″ O  |      | Geologische Einheit: Phonolith                                                                                      |
| 539                  | Buntenhalengasse in Bötzingen, S des Orts                                                | Hohlweg            | Bötzingen                                        | 48° 4′ 14,8″ N, 7° 42′ 18″ O    |      | Geologische Einheit: Löss                                                                                           |
| 540                  | Eckhardsberg, Breisach am Rhein                                                          | Landschaftselement | Breisach am Rhein                                | 48° 1′ 35,2″ N, 7° 34′ 59,4″ O  |      | Geologische Einheit: Tephrit                                                                                        |
| 541                  | Baggersee NW von Oberrimsingen                                                           | Aufschluss         | Breisach am Rhein Gemarkung Niederrimsingen      | 47° 59′ 41,6″ N, 7° 39′ 8,5″ O  |      | Geologische Einheit: Würmeiszeitliche Rheinkiese                                                                    |
| 542                  | Hirschsprungfelsen im Höllental, Breitnau                                                | Felsformation      | Breitnau                                         | 47° 56′ 13,6″ N, 8° 1′ 13,2″ O  |      | Geologische Einheit: Diatexit                                                                                       |
| 543                  | Ravennaschlucht mit Wasserfall, Breitnau                                                 | Wasserfall         | Breitnau                                         | 47° 55′ 8,3″ N, 8° 4′ 40,1″ O   |      | Geologische Einheit: Gneis                                                                                          |
| 544                  | Wasserfall Bistenbach, Breitnau                                                          | Wasserfall         | Breitnau                                         | 47° 54′ 36,2″ N, 8° 4′ 39,2″ O  |      | Geologische Einheit: Porphyr                                                                                        |
| 545                  | Burgfelsen Falkenstein, Buchenbach                                                       | Felsformation      | Buchenbach Gemarkung Falkensteig                 | 47° 56′ 25,8″ N, 8° 1′ 1,9″ O   |      | Geologische Einheit: Paragneis                                                                                      |
| 546                  | Aufg.Steinbruch Kaibenbühl, Buchenbach                                                   | Aufschluss         | Buchenbach Gemarkung Wagensteig                  | 47° 58′ 2,2″ N, 8° 2′ 14,8″ O   |      | Geologische Einheit: Amphibolit                                                                                     |
| 547                  | Lössaufschluss Hahnengraben bei Buggingen                                                | Aufschluss         | Buggingen                                        | 47° 50′ 50,7″ N, 7° 39′ 18,5″ O |      | Geologische Einheit: Löss                                                                                           |
| 548                  | Burggraben der Ruine Schneeburg, Ebringen                                                | Landschaftselement | Ebringen                                         | 47° 57′ 38,9″ N, 7° 47′ 52,8″ O |      | Geologische Einheit: Amphibolite des Tertiär                                                                        |
| 549                  | Aufgelassener Steinbruch E von Talhausen, Ebringen                                       | Aufschluss         | Ebringen                                         | 47° 56′ 46,1″ N, 7° 46′ 50,9″ O |      | Geologische Einheit: ?                                                                                              |
| 550                  | Schönbergsattel zwischen Schönberg und Schneeburg                                        | Landschaftselement | Ebringen                                         | 47° 57′ 33,1″ N, 7° 47′ 57,3″ O |      | Geologische Einheit: Korallenkalk-Formation                                                                         |
| 551                  | Aufschlüsse am Fußweg unterh. des Hedwigsbrunnen ca. 400 m NE des Schönberggipfels       | Aufschluss         | Ebringen                                         | 47° 57′ 30,7″ N, 7° 48′ 18,1″ O |      | Geologische Einheit: Konglomerate des Tertiär                                                                       |
| 552                  | Flache Gruben im Gewann Scheren SE Ebringen                                              | Aufschluss         | Ebringen                                         | 47° 56′ 34,8″ N, 7° 47′ 27,3″ O |      | Geologische Einheit: Opalinuston-Formation                                                                          |
| 553                  | Eselsbrunnen, Ehrenkirchen                                                               | Aufschluss         | Ehrenkirchen Gemarkung Ehrenstetten              | 47° 53′ 37,1″ N, 7° 48′ 26,8″ O |      | Geologische Einheit: ?                                                                                              |
| 554                  | Linglelöcher, Ehrenkirchen                                                               | Aufschluss         | Ehrenkirchen Gemarkung Ehrenstetten              | 47° 53′ 32,2″ N, 7° 48′ 26,9″ O |      | Geologische Einheit: ?                                                                                              |
| 555                  | Kleiner Steinbruch am Schlierberg 1500 m E von Ehrenstetten                              | Aufschluss         | Ehrenkirchen Gemarkung Kirchhofen                | 47° 54′ 43″ N, 7° 46′ 17,7″ O   |      | Geologische Einheit: Mittlerer Buntsandstein                                                                        |
| 556                  | Aufgelassener Steinbruch am Meisensatz, Eichstetten                                      | Aufschluss         | Eichstetten                                      | 48° 5′ 51,1″ N, 7° 42′ 31,6″ O  |      | Geologische Einheit: Tephrit                                                                                        |
| 557                  | Weg- und Hangböschung am Rütte-Kamm W von Eichstetten                                    | Aufschluss         | Eichstetten                                      | 48° 6′ 5,7″ N, 7° 42′ 0,7″ O    |      | Geologische Einheit: Kontaktmetamorphes Gestein                                                                     |
| 558                  | Aufg. Steinbruch Oberbränd, Eisenbach                                                    | Aufschluss         | Eisenbach (Hochschwarzwald) Gemarkung Oberbränd  | 47° 56′ 56,8″ N, 8° 17′ 42,8″ O |      | Geologische Einheit: Oberer Buntsandstein                                                                           |
| 559                  | Steinbruch Sandwerk Hammereisenbach, Eisenbach                                           | Aufschluss         | Eisenbach (Hochschwarzwald) Gemarkung Oberbränd  | 47° 59′ 22,2″ N, 8° 18′ 44,5″ O |      | Geologische Einheit: Granit                                                                                         |
| 560                  | Steinbruch Schotterwerk Bader, Feldberg                                                  | Aufschluss         | Feldberg (Schwarzwald) Gemarkung Falkau          | 47° 52′ 24,4″ N, 8° 6′ 40,9″ O  |      | Geologische Einheit: Paragneis                                                                                      |
| 561                  | Strassenaufschluss Saiger Stierhütte, Feldberg                                           | Aufschluss         | Feldberg (Schwarzwald) Gemarkung Falkau          | 47° 52′ 40,6″ N, 8° 8′ 6,8″ O   |      | Geologische Einheit: Metatexit                                                                                      |
| 562                  | Felsböschung der B 317 Titisee-Todtnau ca. 500 m E des Feldbergpasses (Caritashaus)      | Aufschluss         | Feldberg (Schwarzwald) Gemarkung Falkau          | 47° 51′ 27,7″ N, 8° 3′ 10,2″ O  |      | Geologische Einheit: Granit                                                                                         |
| 563                  | Aufg. Steinbruch Allmend, Glottertal                                                     | Aufschluss         | Glottertal Gemarkung Föhrental                   | 48° 1′ 42,1″ N, 7° 56′ 6,8″ O   |      | Geologische Einheit: Paragneis                                                                                      |
| 564                  | Strassenaufschluss Oberglottertal, Glottertal W des kleinen Steinbruchs                  | Aufschluss         | Glottertal Gemarkung Oberglottertal              | 48° 1′ 58,2″ N, 7° 59′ 35,9″ O  |      | Geologische Einheit: Diatexit                                                                                       |
| 565                  | Strassenaufschluss Oberglottertal, Glottertal                                            | Aufschluss         | Glottertal Gemarkung Oberglottertal              | 48° 1′ 50,9″ N, 7° 59′ 53,4″ O  |      | Geologische Einheit: Metatexit                                                                                      |
| 566                  | Kleiner Kandelfels                                                                       | Landschaftselement | Glottertal Gemarkung Oberglottertal              | 48° 3′ 36,1″ N, 7° 59′ 53,3″ O  |      | Geologische Einheit: Diatexit                                                                                       |
| 567                  | Weg vom Vogthansenhof - Scherrersköpfle                                                  | Aufschluss         | Glottertal Gemarkung Oberglottertal              | 48° 2′ 28,7″ N, 7° 57′ 54,9″ O  |      | Geologische Einheit: Paragneis                                                                                      |
| 568                  | Aufg. Steinbruch am Fuchsköpfle, Gundelfingen                                            | Aufschluss         | Gundelfingen                                     | 48° 0′ 46,8″ N, 7° 52′ 56,8″ O  |      | Geologische Einheit: Amphibolit                                                                                     |
| 569                  | Aufg. Ziegeleigrube in Gundelfingen                                                      | Aufschluss         | Gundelfingen                                     | 48° 2′ 30,7″ N, 7° 52′ 47,3″ O  |      | Geologische Einheit: Löss                                                                                           |
| 570                  | Kleiner Steinbruch Reutebachtal E von Zähringen                                          | Aufschluss         | Gundelfingen                                     | 48° 0′ 56,1″ N, 7° 53′ 13,5″ O  |      | Geologische Einheit: Olivinnephelinit                                                                               |
| 571                  | Aufg. Ziegeleigrube in Heitersheim                                                       | Aufschluss         | Heitersheim                                      | 47° 52′ 19,2″ N, 7° 39′ 23,4″ O |      | Geologische Einheit: Löss                                                                                           |
| 572                  | Rundhöcker (Felsenkuppe) S vom Hanselmichelehof, Hinterzarten                            | Felsformation      | Hinterzarten                                     | 47° 54′ 2″ N, 8° 2′ 51″ O       |      | Geologische Einheit: Eklogit                                                                                        |
| 573                  | Geschrammte erratische Blöcke, Hinterzarten                                              | Findlinge          | Hinterzarten                                     | 47° 54′ 20,8″ N, 8° 6′ 21,1″ O  |      | Geologische Einheit: ?                                                                                              |
| 574                  | Aufgelassener Steinbruch beim Zipfelhof, Hinterzarten                                    | Aufschluss         | Hinterzarten                                     | 47° 52′ 22,6″ N, 8° 4′ 11,3″ O  |      | Geologische Einheit: Paragneis                                                                                      |
| 575                  | Seebachwasserfall W der Löffelschmiede, Feldberg                                         | Wasserfall         | Hinterzarten                                     | 47° 52′ 40,7″ N, 8° 6′ 13,2″ O  |      | Geologische Einheit: Paragneis                                                                                      |
| 576                  | Strassenaufschluss bei der Bruderhalde, Hinterzarten                                     | Aufschluss         | Hinterzarten                                     | 47° 53′ 13,8″ N, 8° 7′ 3,7″ O   |      | Geologische Einheit: Paragneis                                                                                      |
| 577                  | Alpersbacher Brekzie                                                                     | Landschaftselement | Hinterzarten                                     | 47° 55′ 1,3″ N, 8° 3′ 4,4″ O    |      | Geologische Einheit: Mergel                                                                                         |
| 578                  | Weganschnitt S von Alpersbach                                                            | Aufschluss         | Hinterzarten                                     | 47° 54′ 9,4″ N, 8° 2′ 48″ O     |      | Geologische Einheit: Porphyr                                                                                        |
| 579                  | Aufg. Steinbruch S von Langackern, Horben                                                | Aufschluss         | Horben                                           | 47° 56′ 29,3″ N, 7° 51′ 36,6″ O |      | Geologische Einheit: Porphyr                                                                                        |
| 580                  | Fohrenberg-Südspitze, Ihringen                                                           | Aufschluss         | Ihringen                                         | 48° 2′ 22,3″ N, 7° 37′ 23″ O    |      | Geologische Einheit: Tephrit                                                                                        |
| 581                  | Felsböschung hinter dem Pfarrhaus Wasenweiler, Ihringen                                  | Aufschluss         | Ihringen Gemarkung Wasenweiler                   | 48° 3′ 6,8″ N, 7° 40′ 49,4″ O   |      | Geologische Einheit: Vulkanit                                                                                       |
| 582                  | Wasenweiler Ried, Ihringen                                                               | Landschaftselement | Ihringen Gemarkung Wasenweiler                   | 48° 3′ 4,2″ N, 7° 41′ 52,3″ O   |      | Geologische Einheit: ?                                                                                              |
| 583                  | Kiesgrube Kappel, Lenzkirch-Kappel                                                       | Aufschluss         | Lenzkirch Gemarkung Kappel                       | 47° 52′ 11,9″ N, 8° 15′ 25,7″ O |      | Geologische Einheit: Kiese und Schotter eiszeitlicher Gletschervorstöße                                             |
| 584                  | Felsböschung an der Bahnlinie NW vom Bahnhof Gutachbrücke                                | Aufschluss         | Lenzkirch Gemarkung Kappel                       | 47° 53′ 10″ N, 8° 14′ 51,1″ O   |      | Geologische Einheit: Rhyodazit                                                                                      |
| 585                  | Felsböschung bei der Kappeler Gutachbrücke                                               | Aufschluss         | Lenzkirch Gemarkung Kappel                       | 47° 53′ 0,7″ N, 8° 15′ 8,1″ O   |      | Geologische Einheit: Granit                                                                                         |
| 586                  | Felsböschung der Straße Lenzkirch-Kappel ca. 250 m N der Kirche in Kappel                | Aufschluss         | Lenzkirch Gemarkung Kappel                       | 47° 52′ 27,7″ N, 8° 14′ 13,2″ O |      | Geologische Einheit: Grauwacke                                                                                      |
| 587                  | Rechenfelsen ca. 2400 m E von Lenzkirch                                                  | Felsformation      | Lenzkirch Gemarkung Kappel                       | 47° 51′ 59,9″ N, 8° 14′ 24,2″ O |      | Geologische Einheit: Granit                                                                                         |
| 588                  | Strassenaufschluss am Hasselberg, Lenzkirch                                              | Aufschluss         | Lenzkirch                                        | 47° 51′ 47,8″ N, 8° 11′ 1,8″ O  |      | Geologische Einheit: Grauwacke                                                                                      |
| 589                  | Karbonfelsen am Stöckleberg, Lenzkirch                                                   | Felsformation      | Lenzkirch                                        | 47° 51′ 56″ N, 8° 11′ 18,1″ O   |      | Geologische Einheit: Porphyrit                                                                                      |
| 590                  | Gesteinsblock beim Café Ursee, Lenzkirch                                                 | Felsformation      | Lenzkirch                                        | 47° 52′ 8,5″ N, 8° 11′ 35,2″ O  |      | Geologische Einheit: Porphyrit                                                                                      |
| 591                  | Konglomeratblöcke am Trimmpfad, Lenzkirch                                                | Felsformation      | Lenzkirch                                        | 47° 52′ 24,7″ N, 8° 12′ 31,7″ O |      | Geologische Einheit: Karbon-Konglomerat                                                                             |
| 592                  | Felsböschung am Ortsausgang, Lenzkirch                                                   | Aufschluss         | Lenzkirch                                        | 47° 52′ 9,2″ N, 8° 12′ 42,1″ O  |      | Geologische Einheit: Grauwacke                                                                                      |
| 593                  | Felsböschung der Straße Titisee-Lenzkirch beim Schwimmbad Lenzkirch                      | Aufschluss         | Lenzkirch                                        | 47° 52′ 32,8″ N, 8° 11′ 49,8″ O |      | Geologische Einheit: Pyroklastit                                                                                    |
| 594                  | Straßenböschung an der Straße Lenzkirch-Kappel ca. 700 m NE von Lenzkirch                | Aufschluss         | Lenzkirch                                        | 47° 52′ 17,7″ N, 8° 12′ 49,7″ O |      | Geologische Einheit: Konglomerat-Formation                                                                          |
| 595                  | Felsen an der Bergkuppe am SE-Rand von Lenzkirch                                         | Felsformation      | Lenzkirch                                        | 47° 51′ 47,4″ N, 8° 12′ 28″ O   |      | Geologische Einheit: Rhyodazit                                                                                      |
| 596                  | Felsböschung ca. 200 m NE des Wasserhochbehälters ca. 1400 m SE von Lenzkirch            | Aufschluss         | Lenzkirch                                        | 47° 51′ 43,5″ N, 8° 13′ 3,6″ O  |      | Geologische Einheit: Rhyodazit                                                                                      |
| 597                  | Felsige Straßenböschung an der B 500 bei der östl. Ortsabfahrt von Altglashütten         | Aufschluss         | Lenzkirch Gemarkung Raitenbuch                   | 47° 51′ 18,2″ N, 8° 7′ 7,1″ O   |      | Geologische Einheit: Paragneis                                                                                      |
| 598                  | Aufgelassener Steinbruch am Kapf, Lenzkirch                                              | Aufschluss         | Lenzkirch Gemarkung Raitenbuch                   | 47° 50′ 35,7″ N, 8° 7′ 28″ O    |      | Geologische Einheit: Grauwacke                                                                                      |
| 599                  | Doline Rosshag, Löffingen                                                                | Doline             | Löffingen Gemarkung Göschweiler                  | 47° 51′ 44,3″ N, 8° 19′ 33,8″ O |      | Geologische Einheit: Oberer Muschelkalk                                                                             |
| 600                  | Aufg. Kiesgrube SW des Hofs Stallegg am Weg zur Stallegger Brücke                        | Aufschluss         | Löffingen Gemarkung Göschweiler                  | 47° 51′ 20,9″ N, 8° 17′ 25,2″ O |      | Geologische Einheit: Schotter der Feldbergdonau                                                                     |
| 601                  | Aufgelassener Steinbruch bei Hugstetten S Nimberg, March                                 | Aufschluss         | March Gemarkung Hugstetten                       | 48° 3′ 1,3″ N, 7° 47′ 14,4″ O   |      | Geologische Einheit: Murchisonaeoolith-Formation                                                                    |
| 602                  | Aufg. Steinbruch an der W-Seite des Nimbergs S der Kirche                                | Stollen            | March Gemarkung Neuershausen                     | 48° 5′ 4,6″ N, 7° 46′ 12,6″ O   |      | Geologische Einheit: Hauptrogenstein-Formation                                                                      |
| 603                  | Steinbruch des Kalkwerks Mathis am Leimberg bei Merdingen                                | Aufschluss         | Merdingen                                        | 48° 0′ 21,3″ N, 7° 40′ 19,9″ O  |      | Geologische Einheit: Hauptrogenstein-Formation                                                                      |
| 604                  | Aufg. Steinbruch unterhalb Jesuitenschloss, Merzhausen                                   | Aufschluss         | Merzhausen                                       | 47° 57′ 55,6″ N, 7° 49′ 12″ O   |      | Geologische Einheit: Oberer Muschelkalk                                                                             |
| 605                  | Aufschluss von Buntsandstein beim Hof Schill, Merzhausen - Mayenrainweg                  | Aufschluss         | Merzhausen                                       | 47° 57′ 47,7″ N, 7° 49′ 37,2″ O |      | Geologische Einheit: Mittlerer Buntsandstein                                                                        |
| 606                  | Aufg. Steinbruch am N-Hang des Steinbergs, Müllheim                                      | Aufschluss         | Müllheim Gemarkung Britzingen                    | 47° 48′ 58,7″ N, 7° 40′ 39,7″ O |      | Geologische Einheit: Hauptrogenstein-Formation                                                                      |
| 607                  | Aufg. Tongrube der Kanderner Werke bei Feldberg                                          | Aufschluss         | Müllheim Gemarkung Feldberg                      | 47° 46′ 16,8″ N, 7° 38′ 23,6″ O |      | Geologische Einheit: Ton- und Mergelsteine des Mitteljura                                                           |
| 608                  | Aufg. Steinbruch SW von Gennenbach                                                       | Aufschluss         | Müllheim Gemarkung Feldberg                      | 47° 45′ 55,6″ N, 7° 37′ 16,9″ O |      | Geologische Einheit: Hauptrogenstein-Formation                                                                      |
| 609                  | Quarzriff Schnelling, Müllheim                                                           | Aufschluss         | Müllheim                                         | 47° 48′ 9,6″ N, 7° 44′ 46,1″ O  |      | Geologische Einheit: Quarz                                                                                          |
| 610                  | Aufg. Steinbruch E vom Schweighof                                                        | Aufschluss         | Müllheim Gemarkung Niederweiler                  | 47° 48′ 9,6″ N, 7° 44′ 46,1″ O  |      | Geologische Einheit: Granitporphyr                                                                                  |
| 611                  | Strassenaufschluss am Hildafelsen, Müllheim                                              | Aufschluss         | Müllheim Gemarkung Niederweiler                  | 47° 47′ 36,7″ N, 7° 41′ 30,8″ O |      | Geologische Einheit: Granitporphyr                                                                                  |
| 612                  | Felsböschung an der Straße Badenweiler-Schönau ca. 1700 m E von Schweighof               | Aufschluss         | Müllheim Gemarkung Niederweiler                  | 47° 48′ 17,6″ N, 7° 43′ 33,8″ O |      | Geologische Einheit: Gneis                                                                                          |
| 613                  | Felsböschung an der Straße Badenweiler-Schönau ca. 2000 m E von Schweighof               | Aufschluss         | Müllheim Gemarkung Niederweiler                  | 47° 48′ 10,9″ N, 7° 43′ 45,9″ O |      | Geologische Einheit: Granit                                                                                         |
| 614                  | Felsböschung an der Straße Badenweiler-Schönau ca. 2200 m E von Schweighof               | Aufschluss         | Müllheim Gemarkung Niederweiler                  | 47° 48′ 7,1″ N, 7° 43′ 55,7″ O  |      | Geologische Einheit: Granit                                                                                         |
| 615                  | Felsböschung an der Straße Badenweiler-Schönau ca. 1500 m W von Sirnitz                  | Aufschluss         | Müllheim Gemarkung Niederweiler                  | 47° 48′ 7,8″ N, 7° 44′ 31,7″ O  |      | Geologische Einheit: Granit                                                                                         |
| 616                  | Felsböschung am Rüttekopf ca. 1300 m N von Egerten an der Passhöhe                       | Aufschluss         | Müllheim Gemarkung Niederweiler                  | 47° 47′ 50,9″ N, 7° 42′ 52,6″ O |      | Geologische Einheit: Granitporphyr                                                                                  |
| 617                  | Felsböschung am Rüttekopf ca. 1300 m N von Egerten an der Passhöhe                       | Aufschluss         | Müllheim Gemarkung Niederweiler                  | 47° 47′ 47,7″ N, 7° 42′ 54,6″ O |      | Geologische Einheit: Granit                                                                                         |
| 618                  | Böschung an der Abzw. des Forstwegs zum Kappenlöchle von der Straße Badenweiler-Neuenweg | Aufschluss         | Müllheim Gemarkung Niederweiler                  | 47° 47′ 58,9″ N, 7° 46′ 11,4″ O |      | Geologische Einheit: Andesit                                                                                        |
| 619                  | Aufg. Steinbruch W vom Schweighof                                                        | Aufschluss         | Müllheim Gemarkung Zunzingen                     | 47° 48′ 30,6″ N, 7° 41′ 45,3″ O |      | Geologische Einheit: Kulm-Fazies                                                                                    |
| 620                  | Felsböschung zwischen Britzingen und Badenweiler am Feldweg ca. 600 m SE der Schwärze    | Aufschluss         | Müllheim Gemarkung Zunzingen                     | 47° 48′ 47,3″ N, 7° 41′ 5,5″ O  |      | Geologische Einheit: Paragneis                                                                                      |
| 621                  | Felsböschung am Wanderweg E von Oberweiler                                               | Aufschluss         | Müllheim Gemarkung Zunzingen                     | 47° 48′ 33″ N, 7° 41′ 31,8″ O   |      | Geologische Einheit: Kulm-Fazies                                                                                    |
| 622                  | Strassenaufschluss beim Café Bergfreude, Münstertal/Schwarzwald                          | Aufschluss         | Münstertal/Schwarzwald Gemarkung Obermünstertal  | 47° 52′ 21″ N, 7° 51′ 8,8″ O    |      | Geologische Einheit: Anatexit                                                                                       |
| 623                  | Felsen und Blöcke am Rechberg                                                            | Felsformation      | Münstertal/Schwarzwald Gemarkung Obermünstertal  | 47° 52′ 50,5″ N, 7° 51′ 40,4″ O |      | Geologische Einheit: Gneis                                                                                          |
| 624                  | Lattfelsen                                                                               | Felsformation      | Münstertal/Schwarzwald Gemarkung Untermünstertal | 47° 52′ 10,8″ N, 7° 46′ 42,9″ O |      | Geologische Einheit: Quarz                                                                                          |
| 625                  | Weiherfelsen bei Heubronn                                                                | Felsformation      | Münstertal/Schwarzwald Gemarkung Untermünstertal | 47° 48′ 6,9″ N, 7° 47′ 6″ O     |      | Geologische Einheit: Kulm-Fazies                                                                                    |
| 626                  | Strassenaufschluss W vom Steinwasen, Oberried                                            | Aufschluss         | Oberried Gemarkung Hofsgrund                     | 47° 54′ 23,1″ N, 7° 54′ 29,3″ O |      | Geologische Einheit: Gneis                                                                                          |
| 627                  | Wasserfall des Haldenbächles, Oberried                                                   | Wasserfall         | Oberried Gemarkung Hofsgrund                     | 47° 53′ 41,3″ N, 7° 55′ 0,6″ O  |      | Geologische Einheit: Diatexit                                                                                       |
| 628                  | Felsen und Blöcke am Rappeneck NE vom Schauinsland                                       | Felsformation      | Oberried (Breisgau)                              | 47° 56′ 3,4″ N, 7° 55′ 1″ O     |      | Geologische Einheit: Diatexit                                                                                       |
| 629                  | Räuberfelsen, Oberried                                                                   | Felsformation      | Oberried (Breisgau) Gemarkung St. Wilhelm        | 47° 54′ 44,2″ N, 7° 56′ 25,9″ O |      | Geologische Einheit: Diatexit                                                                                       |
| 630                  | Strassenaufschluss SW Wildpark, Oberried                                                 | Aufschluss         | Oberried (Breisgau) Gemarkung St. Wilhelm        | 47° 54′ 0,2″ N, 7° 55′ 11,2″ O  |      | Geologische Einheit: Metatexit                                                                                      |
| 631                  | Wasserfall des Buselbachs, Oberried                                                      | Wasserfall         | Oberried (Breisgau) Gemarkung St. Wilhelm        | 47° 53′ 18,4″ N, 7° 55′ 13,1″ O |      | Geologische Einheit: Diatexit                                                                                       |
| 632                  | Felsen an der Straße Steinwasen-Hofsgrund S vom Wildgehege                               | Felsformation      | Oberried (Breisgau) Gemarkung St. Wilhelm        | 47° 53′ 57,4″ N, 7° 55′ 22,9″ O |      | Geologische Einheit: Metatexit                                                                                      |
| 633                  | Felsen an der Waldstraße zur Zeigerhalde                                                 | Felsformation      | Oberried (Breisgau) Gemarkung Zastler            | 47° 54′ 10,7″ N, 8° 0′ 16,3″ O  |      | Geologische Einheit: Gneis                                                                                          |
| 634                  | Weganschnitt NE der Kurzrütte, Oberried                                                  | Aufschluss         | Oberried (Breisgau) Gemarkung Zastler            | 47° 55′ 12,2″ N, 7° 59′ 1,4″ O  |      | Geologische Einheit: Lamprophyr                                                                                     |
| 635                  | Felswände und Blockhalden am Scheibenfelsen, Oberried                                    | Felsformation      | Oberried (Breisgau) Gemarkung Zastler            | 47° 55′ 10,9″ N, 7° 59′ 36,6″ O |      | Geologische Einheit: Metatexit                                                                                      |
| 636                  | Zweistufenkar N St. Märgen                                                               | Kar                | St. Märgen                                       | 48° 1′ 51,8″ N, 8° 6′ 11,9″ O   |      | Geologische Einheit: ?                                                                                              |
| 637                  | Felswand am Aussichtspunkt 947,9 m Wildgutachtal, St. Märgen                             | Felsformation      | St. Märgen                                       | 48° 1′ 39,4″ N, 8° 6′ 9,7″ O    |      | Geologische Einheit: Paragneis                                                                                      |
| 638                  | Böschung beim Forststützpunkt, St. Peter                                                 | Aufschluss         | St. Peter (Hochschwarzwald)                      | 48° 1′ 13,7″ N, 8° 1′ 54,3″ O   |      | Geologische Einheit: Rotliegend                                                                                     |
| 639                  | Aufg. kleiner Steinbruch NE Kühhof, St. Peter                                            | Aufschluss         | St. Peter (Hochschwarzwald)                      | 48° 0′ 46,9″ N, 8° 0′ 44,4″ O   |      | Geologische Einheit: Diatexit                                                                                       |
| 640                  | Aufschluss an der Straße Ibental - St. Peter, St. Peter                                  | Aufschluss         | St. Peter (Hochschwarzwald)                      | 48° 0′ 19,8″ N, 8° 2′ 7,4″ O    |      | Geologische Einheit: Diatexit                                                                                       |
| 641                  | Oberer aufgelassener Steinbruch am ehemaligen Zeltplatz, Schluchsee                      | Aufschluss         | Schluchsee (Gemeinde) Gemarkung Blasiwald        | 47° 48′ 12,5″ N, 8° 10′ 58,5″ O |      | Geologische Einheit: Granit                                                                                         |
| 642                  | Aufgelassener Steinbruch an der Fischbacher Höhe, Schluchsee                             | Aufschluss         | Schluchsee (Gemeinde) Gemarkung Fischbach        | 47° 51′ 3,4″ N, 8° 9′ 18,2″ O   |      | Geologische Einheit: Grauwacke                                                                                      |
| 643                  | Felsböschung an der Straße Schluchsee-Lenzkirch ca. 800 m N der Fischbacher Höhe         | Aufschluss         | Schluchsee (Gemeinde) Gemarkung Fischbach        | 47° 51′ 26,2″ N, 8° 9′ 46,7″ O  |      | Geologische Einheit: Granit                                                                                         |
| 644                  | Straßenböschung der Straße Schluchsee-Lenzkirch ca. 300 m N der Fischbacher Höhe         | Aufschluss         | Schluchsee (Gemeinde) Gemarkung Fischbach        | 47° 51′ 11,2″ N, 8° 9′ 33,4″ O  |      | Geologische Einheit: Grauwacke                                                                                      |
| 645                  | Weganschnitt S des Bildsteins, Schluchsee                                                | Aufschluss         | Schluchsee (Gemeinde)                            | 47° 50′ 19,2″ N, 8° 8′ 11,6″ O  |      | Geologische Einheit: Metamorphit                                                                                    |
| 646                  | Erratisches Geschiebe am Sommerberg, Schluchsee                                          | Felsformation      | Schluchsee (Gemeinde)                            | 47° 49′ 50,7″ N, 8° 11′ 58,5″ O |      | Geologische Einheit: Granit                                                                                         |
| 647                  | Scheibenfelsen, Schluchsee                                                               | Felsformation      | Schluchsee (Gemeinde)                            | 47° 49′ 10,9″ N, 8° 10′ 35″ O   |      | Geologische Einheit: Granit                                                                                         |
| 648                  | Felsen an der Straße Schluchsee-Menzenschwand beim Pkt. 1017,4 ca. 500 m N von Äule      | Felsformation      | Schluchsee (Gemeinde)                            | 47° 50′ 1,1″ N, 8° 6′ 14,5″ O   |      | Geologische Einheit: Granitporphyr                                                                                  |
| 649                  | Schluchsee                                                                               | Landschaftselement | Schluchsee (Gemeinde)                            | 47° 49′ 1,7″ N, 8° 9′ 27,8″ O   |      | Geologische Einheit: ?                                                                                              |
| 650                  | Kohlernkopf ca. 1500 m SE von Sölden                                                     | Landschaftselement | Sölden                                           | 47° 55′ 19,8″ N, 7° 49′ 41,5″ O |      | Geologische Einheit: Diatexit                                                                                       |
| 651                  | Aufg. Steinbruch 200 m E von Kropbach, Staufen im Breisgau                               | Aufschluss         | Staufen im Breisgau Gemarkung Grunern            | 47° 51′ 45,2″ N, 7° 45′ 10,7″ O |      | Geologische Einheit: Porphyr                                                                                        |
| 652                  | Basis des Schlosses, Staufen im Br.                                                      | Landschaftselement | Staufen im Breisgau                              | 47° 53′ 10,5″ N, 7° 43′ 53,1″ O |      | Geologische Einheit: ?                                                                                              |
| 653                  | Aufg. Steinbruch beim Gotthardhof E Staufen im Br.                                       | Aufschluss         | Staufen im Breisgau                              | 47° 53′ 20,1″ N, 7° 44′ 41″ O   |      | Geologische Einheit: Mittlerer Buntsandstein                                                                        |
| 654                  | Kleiner Steinbruch SE von Laufen                                                         | Aufschluss         | Sulzburg Gemarkung Laufen                        | 47° 50′ 17,3″ N, 7° 41′ 34,9″ O |      | Geologische Einheit: Kalksandstein                                                                                  |
| 655                  | Kiesgrube Langenordnachtal, Titisee-Neustadt                                             | Aufschluss         | Titisee-Neustadt Gemarkung Langenordnach         | 47° 56′ 6,7″ N, 8° 11′ 31″ O    |      | Geologische Einheit: Kiese und Sande Feldberggletscher                                                              |
| 656                  | Aufg. Steinbruch am Hochfirst, Titisee-Neustadt                                          | Aufschluss         | Titisee-Neustadt Gemarkung Neustadt              | 47° 54′ 16,6″ N, 8° 11′ 29,4″ O |      | Geologische Einheit: Granit                                                                                         |
| 657                  | Aufg. Steinbruch Schlossberg bei Achkarren, Vogtsburg im Kaiserstuhl                     | Aufschluss         | Vogtsburg im Kaiserstuhl Gemarkung Achkarren     | 48° 4′ 12,1″ N, 7° 37′ 5,5″ O   |      | Geologische Einheit: Tephrit                                                                                        |
| 658                  | Wegböschung in Achkarren am Wirtschaftsweg vom Oberdorf zum Kreuz                        | Aufschluss         | Vogtsburg im Kaiserstuhl Gemarkung Achkarren     | 48° 4′ 12,6″ N, 7° 37′ 46,6″ O  |      | Geologische Einheit: Tuffbrekzien und Tuffe                                                                         |
| 659                  | Aufschlüsse unter der Burgruine Burkheim, Vogtsburg im Kaiserstuhl                       | Aufschluss         | Vogtsburg im Kaiserstuhl Gemarkung Burkheim      | 48° 5′ 58,3″ N, 7° 35′ 47,3″ O  |      | Geologische Einheit: Tephrit                                                                                        |
| 660                  | Horberig, W-Spitze des Badbergs, Vogtsburg im Kaiserstuhl                                | Landschaftselement | Vogtsburg im Kaiserstuhl Gemarkung Oberbergen    | 48° 5′ 45,1″ N, 7° 39′ 55,1″ O  |      | Geologische Einheit: Porphyrit                                                                                      |
| 661                  | Vogelsangpass, Vogtsburg im Kaiserstuhl                                                  | Landschaftselement | Vogtsburg im Kaiserstuhl Gemarkung Oberbergen    | 48° 5′ 11,8″ N, 7° 41′ 24,9″ O  |      | Geologische Einheit: Porphyrit                                                                                      |
| 662                  | Wegböschung N von Oberbergen am S-Rand des Heßleterbucks                                 | Aufschluss         | Vogtsburg im Kaiserstuhl Gemarkung Oberbergen    | 48° 5′ 52,4″ N, 7° 39′ 37,5″ O  |      | Geologische Einheit: Mondhaldeit, Hauynopyr                                                                         |
| 663                  | Weinbergsböschung am S-Fuß der Mondhalde S der Kirche von Niederrotweil                  | Aufschluss         | Vogtsburg im Kaiserstuhl Gemarkung Oberrotweil   | 48° 5′ 28″ N, 7° 38′ 6,3″ O     |      | Geologische Einheit: Monchiquit                                                                                     |
| 664                  | Aufg. Steinbruch ("Gemeindebruch") von Niederrottweil, Vogtsburg im Kaiserstuhl          | Aufschluss         | Vogtsburg im Kaiserstuhl Gemarkung Oberrotweil   | 48° 4′ 57,6″ N, 7° 36′ 54,6″ O  |      | Geologische Einheit: Phonolith                                                                                      |
| 665                  | Haselnbuck SW von Wittnau                                                                | Aufschluss         | Wittnau                                          | 47° 56′ 36,7″ N, 7° 48′ 25,1″ O |      | Geologische Einheit: Tertiärkonglomerat                                                                             |